# Metrostation Yŏnggwang

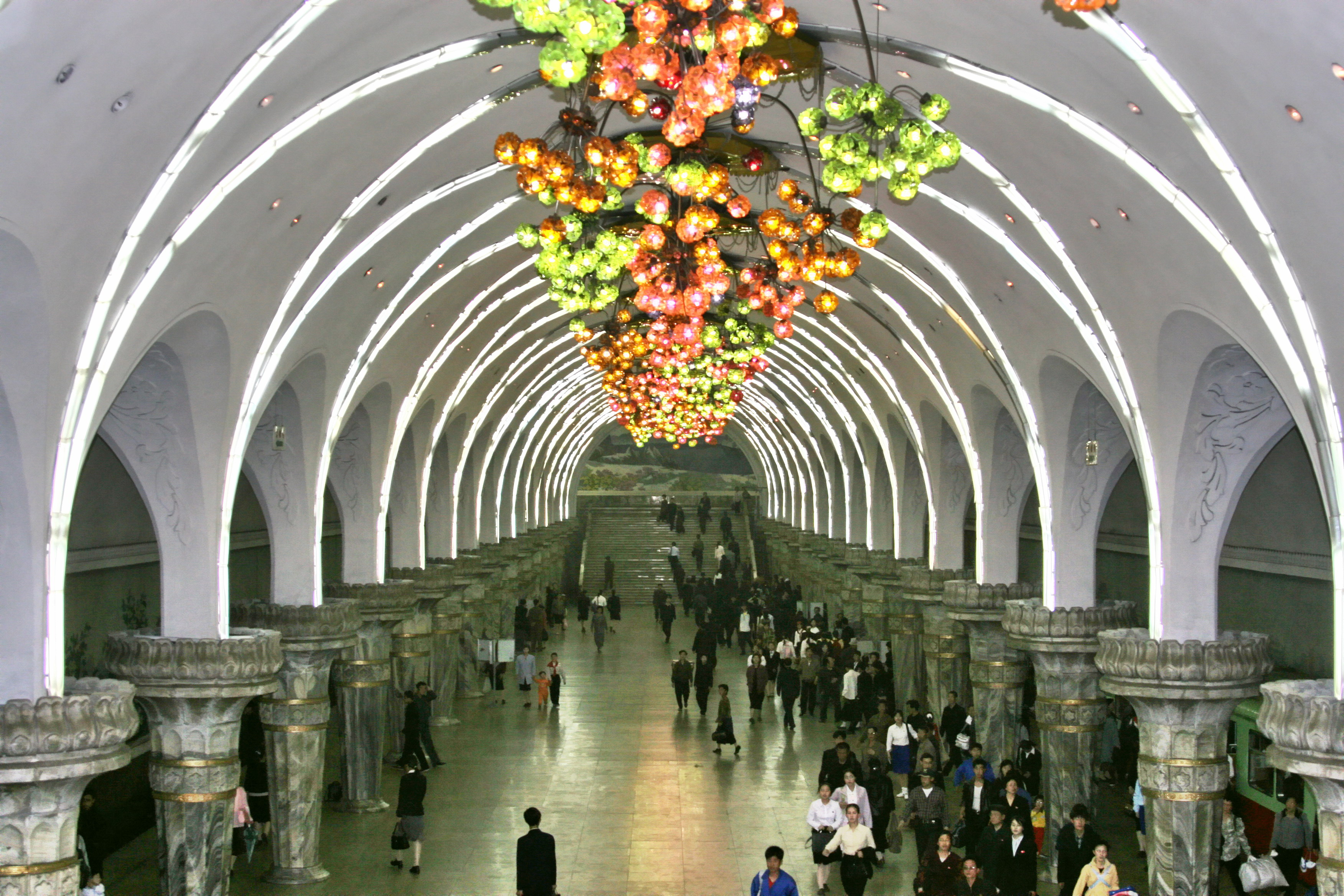
Metrostation Yŏnggwang

Die Metrostation Yŏnggwang (영광/榮光 = glänzender Ruhm) ist eine U-Bahn-Station auf der Chŏllima-Linie der Metro Pjöngjang, der Hauptstadt Nordkoreas. Die Station wurde 1987 erbaut und hat Anschluss zum Hauptbahnhof Pjöngjang sowie zu Haltestellen der Straßenbahn Pjöngjang und des Oberleitungsbus Pjöngjang. Die Station ist häufiger Endpunkt der touristischen U-Bahn-Fahrt für ausländische Besucher.

## Kunst und Propaganda
Der Bahnhof zeichnet sich durch eine prunkvolle Innenarchitektur aus, bestehend aus Marmor, Kronleuchtern und Fresken. Hinter den Bahngleisen befinden sich zwei jeweils 80 Meter lange Wandmosaike; am Kopfende der Station zeigt ein weiteres 17 × 7,7 Meter großes Mosaik den Berg Paektusan.
Mit den Lampen und Lichtinstallationen im Bahnhof wird Bezug auf Feuerwerk und fliegende Konfetti bei der Siegesfeier zum Ende des Koreakrieges genommen.